# Greatest Hits: Volume II
Greatest Hits: Volume II es el tercer álbum recopilatorio de la banda The Goo Goo Dolls. El formato del álbum es [CD + DVD]. El CD contiene covers, rarezas, lados-B, temas de sus álbumes anteriores, y dos canciones en vivo; incluye los éxitos Long way down, Only one y Lazy eye, tema que fue usado como soundtrack en 1997 para la película Batman & Robin.
El DVD contiene todos los videos musicales de la banda hasta el 2006 excepto los temas Big machine y Better days y algunas presentaciones en vivo desde Live at Red Rocks. Existe una versión limitada de este álbum en dónde en el DVD incluye todo el concierto de Red Rocks.

## Lista de canciones
Disco 1 (CD)
- 01 Hate this place
- 02 Stop the world
- 03 Long way down
- 04 All eyes on me [Live]
- 05 Lazy eye
- 06 Iris [Demo]
- 07 I'm awake now
- 08 Torn apart
- 09 No way out
- 10 String of lies
- 11 We'll be here [when you're gone]-New mix
- 12 Without you here
- 13 Only one
- 14 Truth is a whisper
- 15 What a scene

Covers
- 16 Million miles away
- 17 I wanna destroy you
- 18 Wait for the blackout
- 19 Slave girl
- 20 Don't change
- 21 I don't want to know
- 22 American girl [Live]

Disco 2 (DVD)
- 01 There you are
- 02 We are the normal
- 03 Only one
- 04 Flat top
- 05 Name
- 06 Naked
- 07 Long way down
- 08 Lazy eye
- 09 Iris
- 10 Slide
- 11 Black balloon
- 12 Dizzy
- 13 Broadway
- 14 Here is gone
- 15 Sympathy
- 16 Stay with you
- 17 Let love in

Live at Red Rocks
- 01 Long way down
- 02 Slide
- 03 Feel the silence
- 04 Before it's too late [Sam and Mikaela's theme]
- 05 Slave girl
- 06 Better days

La edición limitada de este álbum contiene todas las presentaciones en vivo del concierto Red Rocks.
- 01 Long way down
- 02 Big machine
- 03 Slide
- 04 Feel the silence
- 05 Black balloon
- 06 Lucky star
- 07 January friend
- 08 Cuz you're gone
- 09 Become
- 10 All eyes on me
- 11 Name
- 12 Before it's too late
- 13 Slave girl
- 14 Stay with you
- 15 Let love in
- 16 Better days
- 17 Iris
- 18 Naked
- 19 Broadway